# 磨光法
磨光法是数学中一种解不等式的方法。简单的说，这种方法主要是使用平均数以减少所求证的多元不等式未知数的个数。
磨光法的一个重要例子是：
若要证不等式{\displaystyle f(x)=(x,y,z)\geq t}
则可先证{\displaystyle f(x,y,z)\geq f((x+y)/2,(x+y)/2,z)\geq t}
其中x,y,z,t属于R。
同样的，根据条件，我们还可以使用几何平均数等一系列平均数来代替上式中的算术平均数。